# Desierto de Registán
El desierto de Registán es una región extremadamente árida y una meseta situada entre las provincias de Helmand y Kandahar, en el suroeste de Afganistán. Es un desierto de arena formado por pequeñas colinas de color rojo que se elevan a alrededor de 50 a 100 pies (30 m) con zonas de rocas abiertas y de arcilla. Está escasamente poblado por nómadas pastunes y baluchis. El desierto está poco a poco invadiendo los alrededores de las zonas agrícolas.
El desierto está en la parte oriental de la meseta de Irán, en el sur de Afganistán. El río Helmand lo limita al norte y al oeste, las montañas Chagaev, en el sur y la meseta de Quetta-Pishinskim, al este. Tiene una extensión de aproximadamente 40.000 km², con más de 400 km de longitud y hasta 200 km de anchura. La llanura está a una altitud de 1500 m en el este y desciende hasta 800 m en el oeste. El clima es subtropical, continental y seco (con precipitaciones de hasta 100 mm por año). 
Una grave sequía en 1998 provocó el desplazamiento de unas 100.000 personas nómadas de la región del desierto de Registán. La mayoría de ellos se trasladaron a asentamientos temporales entre los ríos de Arghandab y Helmand y Registan.